# یواس‌اس واندو (۱۸۶۴)
یواس‌اس واندو (۱۸۶۴) (به انگلیسی: USS Wando (1864)) یک کشتی بود که طول آن ۲۳۰ فوت (۷۰ متر) بود. این کشتی در سال ۱۸۶۴ ساخته شد.